# Теплеу
Теплеу (рум. Tăplău) — село у повіті Галац в Румунії. Входить до складу комуни Гідіджень.
Село розташоване на відстані 208 км на північний схід від Бухареста, 79 км на північний захід від Галаца, 125 км на південь від Ясс.

## Населення
За даними перепису населення 2002 року у селі проживали 473 особи. Усі жителі села рідною мовою назвали румунську.
Національний склад населення села:
| Національність | Кількість осіб | Відсоток |
| -------------- | -------------- | -------- |
| румуни         | 438            | 92,6%    |
| цигани         | 35             | 7,4%     |